# Blood Creek
Blood Creek è un film statunitense del 2009 diretto da Joel Schumacher.

## Trama
1936. Una famiglia tedesca, i Wollners vivono nella contea rurale di Morgan, nella Virginia Occidentale vengono contattati dal Terzo Reich per ospitare uno studioso: Richard Wirth, che viene accettato subito nella loro casa. Il grande progetto occulto di Wirth isola i Wollner dal resto del mondo, facendoli diventare giocatori in un gioco di sopravvivenza. 71 anni dopo, la vita di Evan Marshall si è fermata a 25 anni, dopo la scomparsa del fratello maggiore Victor da un campeggio vicino a Town Creek, ma quest'ultimo ricompare vivo per farsi aiutare da suo fratello a sconfiggere i demoni.